# Rai Ladinia
Rai Ladinia ist ein ladinischsprachiger Fernseh- und Hörfunksender für Ladinien. Er gehört zur italienischen öffentlich-rechtlichen Rundfunkgesellschaft Rai – Radiotelevisione Italiana.
Rai Ladinia ist eine von drei redaktionell eigenständigen Abteilungen, die im Rai-Funkhaus in Bozen ihren Sitz haben. Dort sind auch der deutschsprachige Rundfunksender Rai Südtirol angesiedelt sowie die Redaktion von Rai Alto Adige, die italienischsprachige Sendungen mit regionalen Inhalten für Rai Radio 1, Rai Radio 2 und Rai 3 produziert.
Rai Ladinia wird in Südtirol, im Trentino und Teilen der Provinz Belluno ausgestrahlt. Die Sendungen sind in den verschiedenen ladinischen Dialekten gehalten und nicht im standardisierten Ladin Dolomitan.

## Geschichte

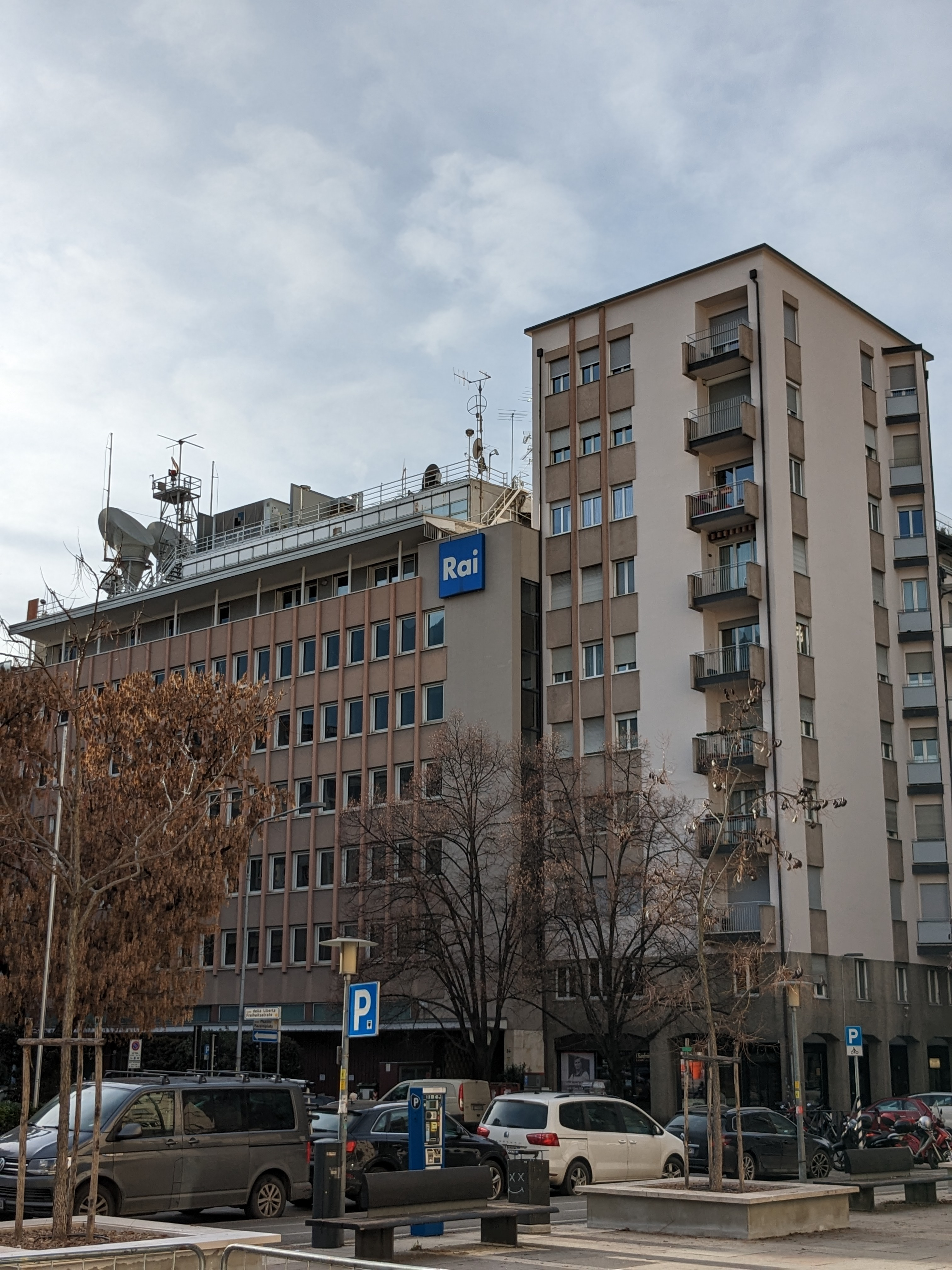
Das Funkhaus der Rai in Bozen (2022)

Eine erste Radiosendung in ladinischer Sprache wurde von der RAI (Radio Audizioni Italiane) bereits 1946 ausgestrahlt. Kontinuierliche Übertragungen begannen aber erst 1955.
1959 wurde nach einem Entwurf der Architekten Gigi Dalla Bona und Guido Pelizzari das Funkhaus am Mazziniplatz errichtet. Die erste Radioübertragung von dort erfolgte am 12. Oktober 1960; am selben Tag wurde auch ein eigener UKW-Radiokanal für die ladinisch- und deutschsprachigen Sendungen (heute Rai Südtirol) in Betrieb genommen. Im Nachgang des Zweiten Autonomiestatuts wurden die ladinisch- und deutschsprachigen Programme 1973 per Dekret und 1975 per Staatsgesetz offiziell verankert. Die folgende Vereinbarung von Ministerratspräsidium und Rai sah jährlich 150 Stunden ladinische Radiosendungen vor.
1987 wurde mit Radio TV Ladina eine eigene Abteilung am Rai-Standort Bozen gegründet, die ab dem 12. Juli 1988 mit zunächst zwei wöchentlichen Übertragungen kontinuierlich ladinische Fernsehsendungen auszustrahlen begann. Nachdem zunächst noch der Sendeplatz von Rai 3 benützt worden war, erfolgte 1989 die Einrichtung eines eigenen Fernsehkanals für die ladinisch- und deutschsprachigen Programme (heute Rai 3 Südtirol). Seit 1998 gibt es eine tägliche ladinische Nachrichtensendung im Fernsehen.
Im Dezember 2012 übernahm die Autonome Provinz Bozen – Südtirol die komplette Finanzierung der ladinisch- und deutschsprachigen Rai-Programme. Der Umfang der Sendezeiten wurde auf jährlich 352 Stunden ladinische Radio- und 100 Stunden ladinische Fernsehsendungen festgelegt. Als weitere unmittelbare Folge erhielten die ladinischen Journalisten 2013 ihre eigene Redaktion, nachdem sie bis dahin der italienischen Redaktion zugeordnet gewesen waren. Am 27. Jänner 2014 wurde die ladinischsprachige Rai-Abteilung in Rai Ladinia umbenannt. Zudem wurden für Radio und Fernsehen neue Kennungen und Logos eingeführt, das Studio von TRaiL wurde umgestaltet und alle Fernsehprogramme auf das Format 16:9 umgestellt. Seit 2018 betreibt der Sender mit rai.it/trail auch eine eigene Nachrichtenwebsite.

## Chefredakteure
- 2013–2016 Erwin Frenes
- 2016–2023 Stefan Pescollderungg
- seit 2023 Cecilia Mazzel

## Radioprogramm
Das Radioprogramm wird in Südtirol und im Trentino von der Rundfunk-Anstalt Südtirol und dem Sendernetz der Rai digital im Standard DAB+ und analog über UKW ausgestrahlt; durch Repeater ist es zudem in Fodom und Cortina d’Ampezzo empfangbar. Die Sendungen werden dabei auf Rai Südtirol, dem Kanal von Rai Südtirol, als Fensterprogramm geschaltet. Zudem ist das Programm per Online-Stream verfügbar. Ausgestrahlt werden Hörfunksendungen im Umfang von 352 Stunden jährlich, also rund einer Stunde täglich, bestehend aus Nachrichten sowie den Sendungen La copa dal café („Die Kaffeetasse“) und Dai crëps dl Sela („Von den Wänden der Sella“).

## Fernsehprogramm
Das Fernsehprogramm wird in Südtirol und im Trentino über DVB-T verbreitet; durch Repeater ist es zudem in Fodom und Cortina d’Ampezzo empfangbar. Die Sendungen werden dabei auf Rai 3 Südtirol, dem Kanal von Rai Südtirol, ausgestrahlt. Insgesamt sendet Rai Ladinia etwa 100 Stunden Programm jährlich, also im Schnitt rund eine Viertelstunde täglich. Die wichtigste, auch per Online-Stream abrufbare Fernsehsendung ist die täglich produzierte Nachrichtensendung TRaiL mit lokalen Inhalten.

## Die Logos der ladinischen Programme

Ehemaliges Logo des ladinischen TV-Programmes (bis Mai 2010)
Logo des ladinischen TV-Programmes (bis 26. Jänner 2014)
Logo des ladinischen TV-Programmes von Jänner 2014 bis 2018
Logo seit 16. Januar 2018